# قرمان
مدينة قرمان أو قرامان (سابقا لارندة) هي عاصمة محافظة قرمان تقع في جنوب وسط تركيا ويبلغ تعداد سكانها حوالي 105,384 نسمة.

## توأمة
لقرمان اتفاقيات توأمة مع:
- بوتوشاني (14 مارس 2012 - )

## أعلام
- نفيسة خاتون
- محمد باشا القرماني
- سلطان ولد